# 八尾市立南山本小学校
八尾市立南山本小学校（やおしりつ みなみやまもと しょうがっこう）は、大阪府八尾市山本町南にある公立小学校。

## 概要
八尾市の中央あたり、近鉄河内山本駅の南側、高安駅の西側と楠根川の東側を校区としている。
本校ができた当初は周りに何もない田園地帯だったが、すぐにまわりに住宅地が造成された。それに伴い児童数が増加し、開校当初に設置された円形校舎の北から西側にかけて順次校舎が増築された。
プールが竣工してからは、運動場は狭くなったが、運動会は運動場で行なわれている。
教育目標は、「人権尊重の精神を基盤にすえ、知育・徳育・体育の調和的な発達をはかり、主体的・創造的に生きていくことができる人間性豊かな実行力のある子どもの育成をめざす。」
西隣に和菓子工場「桃林堂陌草園」があり、和菓子を焼く香りが時折校内（西校舎）に漂って来ない。

## 沿革
- 1957年4月 - 八尾市立山本小学校より分離・創立。
- 1957年9月 - 現在地に校舎（円形校舎）が完成し、授業開始。
- 1957年9月21日 - 開校式挙行。（この日が創立記念日）
- 1964年2月 - 体育館（旧）完成。
- 1972年9月 - 校区南側に、八尾市立刑部小学校が分離開校。
- 1976年4月 - 校区東側に、八尾市立高安西小学校が分離開校。
- 1983年7月 - プール完成。
- 1995年2月 - 新体育館完成。
- 2014年 - 円形校舎解体[1]。
- 2016年 - 新校舎落成[2]。

## 円形校舎
開校当時に流行していた円形校舎を2014年まで有していた。八尾市最初の鉄筋コンクリート製2階建ての建物で、当時は外壁がきれいなピンク色であったが、末期には完全に色あせ、窓戸の大部分が木製からアルミサッシに取り替えられた。本校を卒業すると、通常は南隣にある八尾市立曙川中学校に進学することになるが、曙川中学校も2012年8月まで円形校舎を有していた。

## 学校周辺
校区内または校区境界にあるもの
- 北側
  - 近鉄大阪線 河内山本駅
  - 農協会館
- 東側
  - 近鉄大阪線 高安駅・高安検修センター・高安検車区
  - 玉串川
  - 八尾市立山本球場
- 南側
  - 八尾市立曙川中学校（南隣）
- 西側
  - 桃林堂陌草園（和菓子工場・西隣）
  - 八尾市立南山本幼稚園
  - 楠根川
  - 八尾市立総合体育館

西側の校区境界は楠根川の改修前の旧流域に則っているため、現在の河川西側の青山町の一部分も校区に含まれる。逆に南小阪合町の一部が西隣の高美小学校区に含まれる。

## 著名な教員
- 寺本光照 - 鉄道研究家。元同校教員。現在は定年退職。